# Longolaelaps
Longolaelaps es un género de ácaros perteneciente a la familia  Laelapidae.

## Especies
- Longolaelaps longulus Vitzthum, 1926
- Longolaelaps whartoni Drummond & Baker, 1960